# Fritjof Lejman (1907–2002)
Arthur Elof Fritjof Richard Lejman, född 19 mars 1907 i Jönköping, död 21 mars 2002 i Lund, var en svensk jurist.
Fritjof Lejman var son till hovrättsrådet Carl Richard Wieslander Lejman. Efter studentexamen i Jönköping 1925 och juris kandidatexamen i Stockholm 1930 antogs han som extra ordinarie notarie i Svea och Göta hovrätter, varpå han 1930–1933 fullgjorde tingstjänstgöring. Åren 1934–1935 var Lejman amanuens vid Stockholms högskolas juridiska bibliotek, samtidigt som han fortsatte sina studier. Han blev 1939 juris licentiat och juris doktor. Samma år förordnades han till docent i civilrätt vid Stockholms högskola. Tidvis uppehöll han undervisningsskyldigheten i den ena av civilrättsprofessurerna där och förestod dessutom fakultetens propedeutiska kurs och var 1940–1947 examinator i privaträtt för statsvetenskaplig-juridisk examen. Åren 1947–1973 var Lejman professor i civilrätt vid Lunds universitet och 1958–1973 dekanus vid juridiska fakulteten där. Bland Lejmans skrifter märks doktorsavhandlingen Bidrag till läran om återvinning i konkurs. Senare ägnade han sig främst åt frågor angående nyttjanderätt till fast egendom och angående skadestånd och publicerade Om begreppet nyttjanderätt till fast egendom (1944).